# Церковь Святой Троицы (Россь)
Церковь Святой Троицы (бел. Касцёл Святой Тройцы) — католический храм в посёлке Россь, Гродненская область, Белоруссия. Относится к Волковысскому деканату Гродненского диоцеза. Памятник архитектуры в стиле классицизм, построен в 1807 году. Храм включён в Государственный список историко-культурных ценностей Республики Беларусь.

## История
Первым бесспорным хозяином Росси был Александр Ходкевич (1457—1549).
При внуке Александра Ходкевича Иеровним в 1611 году в Росси был построен костёл Святой Троицы. Позже костёл стал приходить в упадок, и Марцианом Огинским в 1685 году был построен новый, но тоже деревянный католический храм.
Современное каменное здание храма св. Троицы было выстроено уже после перехода Росси к Российской империи, в 1807 году, под другим данным в 1801 году. Освящён 12 июля 1808 года. В 1903 году храм реставрировался, около 1908—1914 годов построена отдельно стоящая колокольня.
В советское время храм не закрывался.

## Архитектура
Храм прямоугольный в плане, с незначительно выступающим трансептом и полуциркульной апсидой. Главный (южный) фасад завершён фризом с развитым карнизом, над которым находится аттиковый фронтон с полуциркульным оконным проёмом в тимпане. Боковые фасады декорированы рустовкой и завершены профилированным карнизом.
Интерьер зальный, перекрытие — деревянные цилиндрические своды. Вдоль 6оковых стен проходит галерея с деревянной оградой. Над входом находятся хоры на четырёх цилиндрических колоннах. На стенах, сводах основного объёма и алтарной части расположены живописные композиции на библейские темы и декоративная живопись.
Деревянный резной алтарь двухъярусный, расчленён колоннами коринфского ордера, декорирован накладной позолоченной резьбой и скульптурой.
В интерьере храма особо выделяются скульптура XVI века «Мария с Дитём» (be:Марыя з дзіцем, Рось) и резное мраморное надмогилье Софии Неселовской (Потоцкой).
Двухъярусная прямоугольная колокольня с арочными проёмами поставлена отдельно от храма в начале XVI века.